# Distretto di Tarialan (Uvs)
Il distretto di Tarialan è uno dei diciannove distretti (sum) in cui è suddivisa la provincia dell'Uvs, in Mongolia. Conta una popolazione di 3.714 abitanti (censimento 2014). 